# Generale Lee (auto)
Il Generale Lee (General Lee) è il nome dell'automobile usata dai cugini Duke (Bo e Luke), protagonisti della serie TV "Hazzard", trasmessa dalla CBS per sette stagioni, dal 1979 al 1985, e nei successivi lungometraggi tratti o ispirati dalla serie. È una Dodge Charger arancione del 1969, con numeri neri "01" sulle portiere e una bandiera confederata pitturata sul tetto. Il nome dell'auto è un riferimento a Robert E. Lee, generale dell'esercito degli Stati Confederati durante la guerra civile americana. Ha anche un clacson a trombe che suona le prime 12 note della canzone Dixie.

## Descrizione
Poiché le puntate erano ricche di acrobazie che davano luogo ad usura precoce e danneggiamenti, l'auto vista sullo schermo televisivo non era mai la stessa della puntata precedente. Di recuperare tutte queste Dodge Charger R/T si occupavano alcuni addetti della produzione, appendendo volantini a tutti i modelli di tale auto per fare in modo che chi volesse "sbarazzarsi" della sua Charger R/T la potesse consegnare alla produzione. Le auto così recuperate venivano rimesse in sesto, equipaggiate ed aerografate: in pratica trasformate nel Generale Lee. Durante le riprese venivano usati due tipi di Generale: la Unit 1 era quella dedicata alle riprese normali e con poche acrobazie, la Unit 2 era destinata ai salti ed alle varie scene più rischiose. Ogni salto comportava il completo rifacimento della macchina a causa dei danni conseguenti. Il cofano posteriore conteneva sempre una zavorra per bilanciare il peso del motore durante il volo; l'officina degli studios era aperta 24 ore su 24. Poteva capitare che in una sola puntata venissero sostituite anche sei-sette Charger R/T.

## Caratteristiche
Si differenziava dalle normali Dodge Charger per la colorazione arancione, la seconda variante della bandiera di guerra degli Stati Confederati d'America (cosiddetti "sudisti") sul tetto, la scritta "GENERAL LEE" ai lati del tetto, i numeri 01 sulle fiancate, i cerchi in lega American Racing modello Vector da 15” (un lusso per quell'epoca dato che le auto di serie di quegli anni non erano dotate di cerchi in lega bensì di acciaio), il propulsore HEMI (altro lusso assoluto), il clacson a trombe pneumatiche che suonava le prime note della melodia dell'inno degli Stati Confederati d'America ed il roll-bar interno a sei attacchi come una vera auto da corsa.
Le porte saldate alla carrozzeria (che in realtà non lo erano), caratteristica ripresa dalle auto da corsa della serie NASCAR (gare molto popolari nel sud degli Stati Uniti e alle quali il Generale Lee si ispira) che costringeva i cugini Duke ad entrare ed uscire dai finestrini, eseguendo una sorta di evoluzione ginnica da quadro svedese.
Montava un motore 426 Hemi, al posto dell'originale motore di serie. La targa dell'automobile è CNH 320. Si stima che siano state utilizzate 309 Chargers per la serie, e solo 17 sono le auto sopravvissute in vari stati di riparazione. Una replica era di proprietà di John Schneider, nota come "Bo's General Lee", sul cofano sono presenti le firme del cast del film tv del 1997. Nel 2008, Schneider ha venduto il "Bo's General Lee" presso il Barrett-Jackson all'asta per 450000 $.

La bandiera sudista che campeggiava sul tetto del Generale Lee

La genesi del "Generale Lee" è spiegata nell'episodio "Happy Birthday General Lee" episodio 1°, stagione 7° (titolo italiano “Candeline per il Generale ”), in cui si scopre che i cugini Duke, per partecipare ad una gara automobilistica, acquistarono l'auto da un demolitore; la vettura era di colore nero ed era priva di motore, in quanto si trattava di un'auto incidentata; la scelta del nome fu di zio Jessie, per il motore ne fu installato uno che i cugini già possedevano, via via aggiunsero dei cerchioni nuovi, fu utilizzato il colore arancione in quanto era l'unico disponibile nell'officina di Cooter Davenport, dove fu preparata la vettura. Nell'episodio "I Duke e Cale Jarborough" (episodio 24, prima stagione) compaiono il Generale Lee e due copie identiche guidate da Jesse Duke e da Daisy Duke.
Nella prima parte del film del 2005 l'automobile ha un allestimento molto differente e più simile al modello di serie: le ruote sono in acciaio, è priva del bull bar anteriore e le porte si aprono normalmente. Inoltre i numeri sulla fiancata sono scritti con un carattere più tondeggiante, come se fossero stati dipinti con il pennello. Soltanto dopo un rovinoso incidente la vettura viene trasformata nel suo stato più celebre con l'aiuto dell'amico e meccanico di fiducia dei Dukes, Cooter Davenport.
Il nome dell'auto di Bo e Luke è un omaggio al Generale Robert Edward Lee dell'esercito confederato; in origine il mezzo doveva chiamarsi Traveller, come il cavallo del generale e come l'auto del noto contrabbandiere d'alcool Jerry Rushing; nella prima puntata, scendendo dall'auto, i Duke dicono che farà piacere al Generale Jackson rivedere il suo braccio destro, alludendo al fatto che i due comandanti sudisti combatterono insieme nella battaglia di Chancellorsville. La targa dell'automobile era CNH 320, aveva gli interni marroni, cambio automatico e radio "baracchino" CB, antenna al centro del cofano posteriore con alla base due bandiere adesive: una degli stati confederati ed una a scacchi. Per le riprese della serie TV (1979-1985) furono utilizzate circa quattrocento vetture trasformate in Generale Lee. Al termine, ne rimasero integre solo diciannove.

## Caratteristiche tecniche
Oltre al motore 426 HEMI (che è stato usato nella versione cinematografica), il 318 usato per lo più per i salti per via della leggerezza ed e il 383, potevano essere montati altri due motori:
Motore 440 Six Pack 1970 di serie
- Motore V8 di 90° , 440 C.I. (7206 cc), Alesaggio x Corsa 109,7 x 95,3mm
- Rapporto di compressione: 10.3 : 1
- Alimentazione : 3 carburatori doppio corpo Holley (da cui Six Pack: 3 carburatori x 2 corpi = 6 elementi)
- Potenza max: 390 cv (SAE) 335 cv (DIN) a 4800 giri/min
- Coppia max: 56,7 kgm (DIN) a 3200 giri/min

Motore 440 Magnum 1969 di serie
- 8 cilindri a V di 90° , 440 C.I. (7206 cc) , Alesaggio x Corsa 109,7 x 95,3 mm
- Rapporto di compressione: 9,7 : 1
- Alimentazione: 1 carburatore quadricorpo Carter 650cfm
- Potenza max: 375 cv (SAE) 284 cv (DIN) a 4700 giri/min
- Coppia max: 51,8 kgm (DIN) a 3250 giri/min

## Imitazioni
- Un'auto molto simile al Generale Lee (ma denominata per ragioni di copyright "Hunter Cavalry Bootlegger") è presente nel DLC del videogioco Burnout Paradise.
- In una parte del videogioco Stuntman: Ignition, in cui viene interpretata una parodia del famoso telefilm, compare un'auto, probabilmente anch'essa una Dodge Charger, che è chiamata "Generale Stewart".
- Un'altra auto simile al Generale Lee compare in Supercar, nell'episodio Energia alternativa.
- Nel videogioco Grand Theft Auto V si può ascoltare sulla radio che fa principalmente musica country ossia Rebel Radio il brano "General Lee" di Johnny Cash, è inoltre possibile apportare modifiche alle auto presenti nel gioco dotando queste di un clacson musicale identico a quello del Generale Lee. È anche presente una muscle car dal nome Dukes chiaro riferimento ai cugini e fra le modifiche dell'auto è possibile applicare le bandiere di tutti i principali stati del mondo, ma non quella confederata.